# Niculești
Niculești es una comuna ubicada en el distrito de Dâmbovița, Rumania.

## Superficie
Posee una superficie de 26,86 kilómetros cuadrados.

## Demografía
Hasta 2021 la población era de 4627 habitantes, con una densidad de población de 172,3 habitantes por kilómetro cuadrado.